# Cameron Schilling
Ernest Cameron Schilling, född 7 oktober 1988, är en amerikansk professionell ishockeyspelare som tillhör Djurgården som spelar i Hockey Allsvenskan.
Han har tidigare spelat på NHL-nivå för Winnipeg Jets och Washington Capitals och på lägre nivåer för Manitoba Moose, Ontario Reign, Rockford IceHogs och Hershey Bears i AHL samt Miami Redhawks (Miami University) i National Collegiate Athletic Association (NCAA).
Schilling blev aldrig draftad av något lag.